# داگلاس ماسمن
داگلاس کینیلا ماسمَن (انگلیسی: Douglas Kinilau Mossman (درگذشتهٔ ۱۸ مهٔ ۲۰۲۱) بازیگر اهل ایالات متحده آمریکا بود.
از فیلم‌ها یا مجموعه‌های تلویزیونی که وی در آن‌ها نقش داشت، می‌توان به هاوایی فایو-او اشاره نمود.